# Lutherova Bible
Lutherova Bible (německy: Lutherbibel) je překlad Bible do němčiny, vyhotovený protestantským reformátorem Martinem Lutherem. Lutherův překlad Nového zákona byl poprvé publikován v září 1522. Kompletní překlad 75 biblických knih, včetně apokryfů, vyšel v roce 1534. Luther pokračoval ve vylepšování textu až do roku 1545. Byl to jeden z prvních úplných překladů Bible do němčiny. Luther byl rovněž prvním německým překladatelem, který se neopíral o latinskou Vulgátu, ale také o původní texty v řečtině.
Luther nepřeložil celou Bibli sám. Spoléhal se na tým překladatelů a pomocníků, mezi něž patřili zejména znalec řečtiny Philipp Melanchthon a znalec hebrejštiny a aramejštiny Matthäus Aurogallus. Luther také hojně využíval dvojjazyčnou latinsko-řeckou Bibli s filologickými poznámkami vydanou roku 1519 nizozemským humanistou Erasmem Rotterdamským (Novum Testamentum omne).
Projekt překladu pohltil Lutherova pozdní léta. Vydání Lutherovy Bible bylo rozhodujícím momentem v procesu šíření gramotnosti v raně novověkém Německu. Podpořilo rozvoj nelokálních forem německého jazyka a ustavení jednotné spisovné němčiny založené na hornoněmeckém nářečí. Výrazně tomu napomohl nedávno vynalezený knihtiskařský lis, díky němuž se Lutherova Bible šířila německou populací s bezprecedentní rychlostí. Spolu s tím se také šířily nároky na individuální přístup k biblickému textu a protestantismus jako takový.